# Хадур
Хадур (мађ. Hadúr, старомађарски Hodúr) скраћено од Хадак Ура, што значи „војсковођа“ или „господар војски“ на мађарском, био је бог ватре, касније је постао бог рата у религији раних Мађара. У мађарској митологији, био је трећи син Златног оца (Arany Atyácska) и Мајке зоре (Hajnal Anyácska), главног бога и богиње. Имао је много браће и сестара, укључујући своја два брата: Напкираља (Краља Сунца) и Селкираља (Краља ветара). 
На небу, на врху Светског дрвета на првом нивоу налазио се замак Златног оца, а испод њега Напкираљева златна шума, а испод њега Селкираљева Сребрна шума, а трећа Хадурова је била бакарна шума. Он је тамо је живео као ковач богова. Сматра се да је био велики човек дуге косе, са оклопом и оружјем од чистог бакра, пошто је бакар био његов свети метал. Он је наводно направио легендарни мач, Мач Божији (Isten kardja) који је нашао Атила хунски владар и и са тим мачем обезбедио своју власт. Био је обичај да му, Хадуру, Мађари пре битке жртвују беле пастуве.